# Salvador de March i Bellver
Salvador de March i Bellver   (Reus, 14 d'agost de 1718 - Barcelona, 1787) va ser un comerciant i polític català.

## Biografia
Fill de Salvador March i Bover, veler d'Esparreguera, i de Maria Bellver i Estepar, de Reus, es casà amb Teresa Santgenís i Costabella el 1737 i fixà la seva residència a la mateixa localitat. Les seves activitats econòmiques anaven des dels arrendaments dels drets senyorials (va tenir durant vint anys els dels Ducs de Medinaceli), fàbriques d'indianes, negocis de mar, la compra de vaixells, i sobretot les inversions en companyies comercials. La més important va ser March i Tilebein, dedicada principalment al comerç de vi i aiguardent, el soci de la qual era Christian Andreas Tilebein, comerciant alemany instal·lat a Barcelona (vegeu casa-fàbrica Josep Aranyó). March va invertir-ne els beneficis en la construcció d'un palau a la Rambla de Barcelona, on va viure des el 1784, any en què va morir la seva esposa, fins a la seva mort el 1787.
Quan l'any 1739 Felip V posà a la venda els càrrecs municipals de les poblacions de l'antiga Corona d'Aragó, March no ho dubtà i per 6.000 rals aconseguí la regidoria tercera a l'Ajuntament de Reus, de 1759 a 1760 en va ser alcalde, i el 1766 fou diputat del comú. El 1744 sol·licità el privilegi de ciutadà honrat, que li fou concedit el 1751. El 1760 comprà als Pinós, marquesos de Barberà, la senyoria de Vilafortuny per 23.000 lliures. El 1770 comprà la baronia de Biosca al Corregiment de Cervera. El 1763 començà a gestionar la concessió del privilegi de noble del Principat de Catalunya. El procés va ser llarg, fins que el 1773, en posar-se en venda els béns confiscats als jesuïtes i incorporats a la Corona, comprà un conjunt de senyorius i propietats procedents de les comunitats de Barcelona i Manresa, a canvi de la concessió dels títols de cavaller i noble, que obtingué de Carles III el mateix any. També adquirí els drets senyorials de Creixell, Roda de Berà, la quadra de Masnou, Freixenet, Sant Guim, Montfalcó el Gros, Vilanova de Sau, Su, amb el seu castell, Tagamanent, Castelladral, amb dos terços del delme, Valldeperes, Orriols, i altres. Tingué cura de totes les seves possessions, i així, se sap que el castell de Vilafortuny, que havia comprat gairebé enrunat, el 1785 estava en perfectes condicions i amb una bona explotació de les seves terres.
Els seus fills Bonaventura de March i de Santgenís i Francesc de March i de Santgenís van continuar els negocis familiars, el primer des de Reus i l'altre des de Barcelona. Un altre fill seu, Josep Ignasi de March i de Santgenís, va ser militar. L'única filla que va arribar a l'edat adulta, Magdalena de March i de Santgenís, es va casar el 1763 amb Antoni de Folch i Peyrí, membre de la petita noblesa catalana, nascut a Vinyols i els Arcs i constructor del casal que després seria la Casa Marc.